# Бизи, Фульвия
Фульвия Бизи (итал. Fulvia Bisi; 24 декабря 1818, Милан — 15 июля 1911, Милан) — итальянская художница: живописец и гравёр.

## Биография
Фульвия была дочерью известного живописца-пейзажиста Джузеппе Бизи и Эрнесты Бизи, урождённой Леньяни, ученицы гравёра Джузеппе Лонги в Школе гравюры Академии изящных искусств Брера в Милане. Фульвия училась у отца, переняв в своих ранних работах его темы и стиль. В 1842 году она дебютировала на Выставке изящных искусств Академии Брера, активно участвовала в последующих выставках до 1859 года. Получив в 1845 году премию Академии за горный пейзаж, она утвердилась на миланской художественной сцене как наследница ломбардских романтических традиций.
Фульвия Бизи принимала участие в крупных художественных выставках в Турине, Парме и Флоренции, а также на Национальных выставках в Милане в 1881 году и Венеции в 1887 году, добившись значительного коммерческого успеха. С середины 1940-х годов стала отходить от стиля отца, создав обширную коллекцию видов Ломбардии и Тичино.
В последние годы жизни Фульвия выработала собственный стиль, характерный яркой живописной манерой письма короткими мазками и особой чувствительностью к атмосферным и световым эффектам пленэра, близким методу импрессионизма.

## Галерея

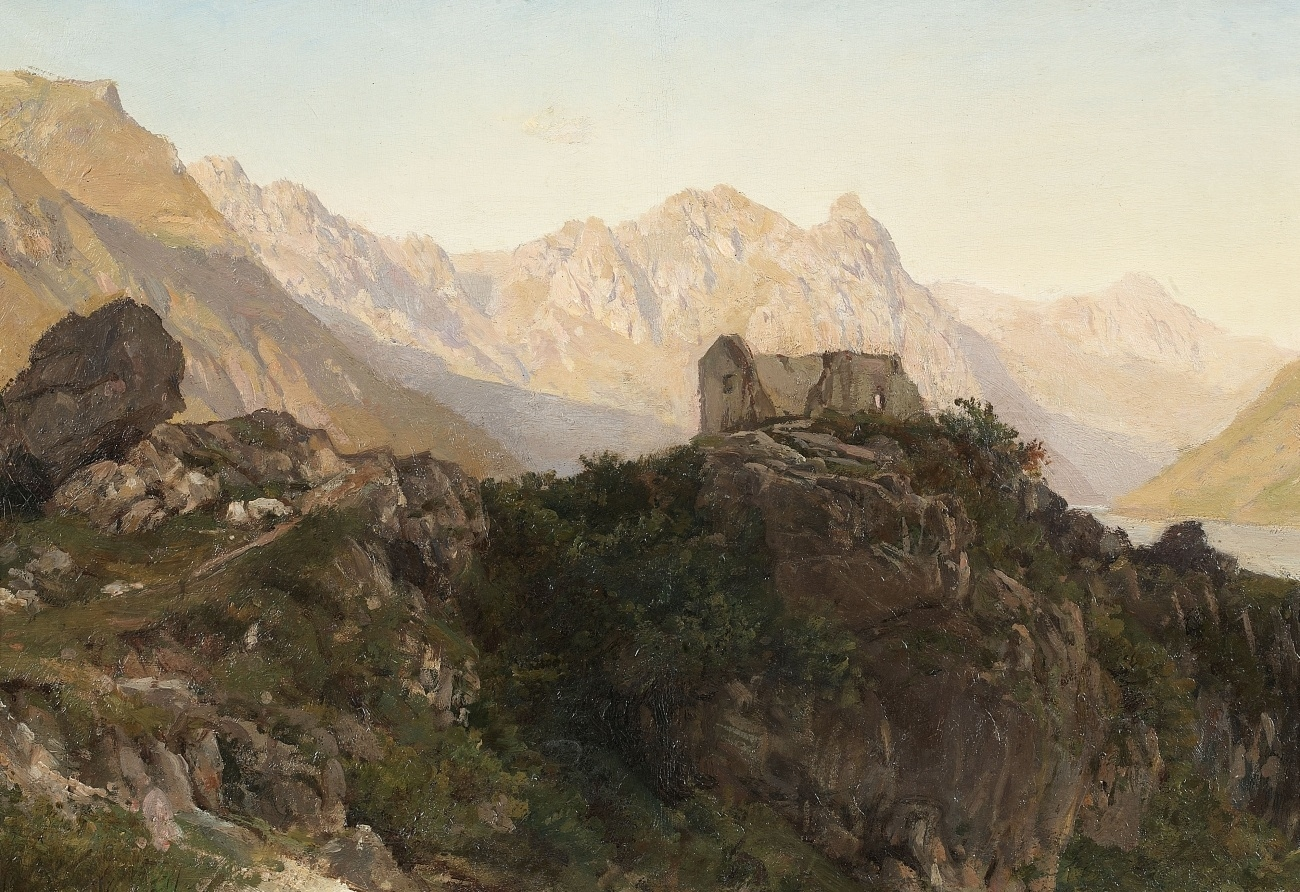
Пейзаж озера Лугано. 1911. Картон, масло. Частное собрание
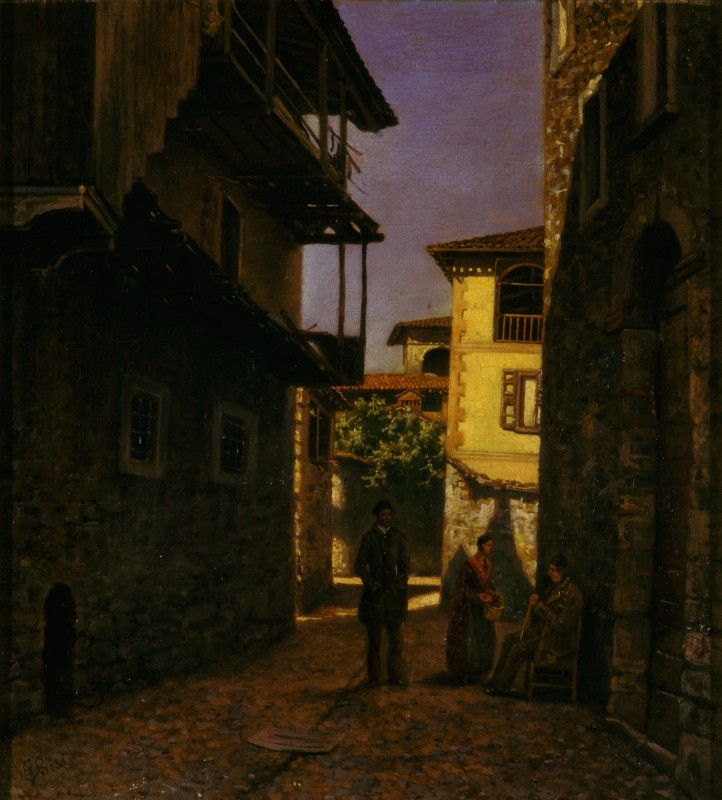
Ломбардский пейзаж (атрибутируется). Между 1850 и 1865. Холст, масло. Фонд Карипло, Милан
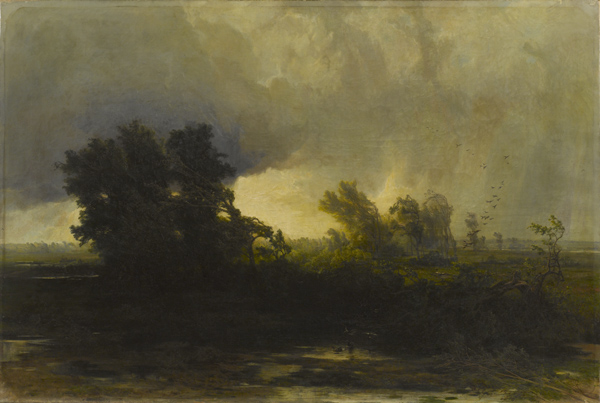
Буря. 1872. Холст, масло. Галерея современного искусства, Милан